# Bodas de papel
Bodas de papel es una película venezolana de 1979 dirigida por Román Chalbaud con guion de José Ignacio Cabrujas y musicalizada por Miguel Ángel Fuster.

## Sinopsis
Gustavo, un ingeniero que trabaja en la construcción del metro de Caracas, está casado desde hace siete años con Esther, quien es ama de casa, y juntos conforman una hermosa y estable pareja de clase media con dos hermosos hijos y una confortable casa. Sin embargo la relación entre ambos está comenzando a tambalearse ya que la rutina se está apoderando de la misma.
Un día la pareja asiste a una obra de teatro de una amiga en común y allí él conoce a Laura: Una joven, bella y poco convencional actriz. La relación entre Gustavo y Laura en un principio no es muy buena hasta que, cuando al día siguiente él la encuentra en la calle, se disculpa por su mal carácter y comienza a coquetear con ella. Laura en un principio se resiste pero, poco a poco, él termina conquistándola.
Esther, por su parte, trata por todos los medios de retener a su marido pero siente que su batalla está cada vez más perdida hasta que finalmente, cuando una noche Gustavo llega a la casa luego de haber estado con su amante, encuentra a su esposa completamente borracha y ella termina percatándose que él la está engañando con otra mujer por lo que, ahora, Gustavo se verá en la disyuntiva de conservar a su familia o continuar su relación adúltera con Laura... ¿Cuál será su decisión final?

## Elenco
- Marina Baura ... Esther
- José Bardina †... Gustavo
- Rina Ottolina ... Laura
- Lucila Herrera †... Mamá de Esther
- Aurora Mendoza †... Mamá de Gustavo
- Luis Gerónimo Abreu ... Gustavito
- Nancy Soto ... Invitada a la fiesta
- Juan Frankis †... Compañero de trabajo de Gustavo
- Chela Atencio †... Clarvis
- Antonieta Colón ... Actriz de la pieza de teatro
- Alfonso Urdaneta †... Camarero del restaurante
- Pablo Gil ... Policía 1
- Pedro Durán ... Policía 2
- Daniel Clavero ... Invitado a la fiesta
- Ibrahim Guerra ... Director de la pieza de teatro
- Eladio Lárez ... Cliente del supermercado
- Edgar Serrano ... Empaquetador del supermercado
- José Simón Escalona
- Mechita Marcano
- Jesús Aquiles Vásquez
- Juan Galeno †
- Francisco Bernalche
- Roys Pérez